# Lethal Enforcers
Lethal Enforcers es un videojuego de disparos con pistola de luz, desarrollado por Konami, lanzado en el año 1992, originalmente para Arcade y después llevado en 1993 a Super Nintendo Entertainment System, Mega Drive, Sega Mega-CD y en 1997 para PlayStation junto con Lethal Enforcers II.

## Jugabilidad
En Lethal Enforcers, el jugador toma el papel de un policía, el cual su objetivo, es en cada nivel, matar a los tipos malos, y evitar a herir a civiles inocentes. Al final de cada episodio, el jugador debe pelear contra un jefe final. Al principio del juego, el jugador cuenta con un Revólver de servicio. Sin embargo, podrá recoger otras armas. Para ello simplemente debe dispararle al ícono de la misma. El jugador puede recoger, una Magnum, una escopeta, un rifle de asalto, un subfusil y un lanzagranadas. Salvo las últimas dos armas, todas se pueden usar infinita cantidad de veces, a no ser que el jugador sea herido por un criminal, en ese caso se volverá a usar el revólver de servicio.

## El juego
El Robo de un Banco: Un grupo de delincuentes han entrado en un banco en la fuerza de las armas de asalto. Don fue enviado para hacer frente a los delincuentes de la zona con la ayuda de la policía. El jefe de la etapa utiliza un camión de riesgo biológico para llevar el dinero y la atacó con un M202A1 flash lanzacohetes.
Asalto en el Barrio Chino: Una guerra de bandas se desata entre los dos grupos rivales Triad después de un coche bomba estalló. Enviado para pacificar la situación, los restantes miembros de la banda trataron de escapar a través de la red de metro. Siguiendo el metro escapada, el enfrentamiento terminó con una batalla contra el líder Triad mientras era asistido por su grupo personal de francotiradores. En la versión del Super Nintendo, el título se cambió a Asalto en el Pueblo (Downtown Assault en inglés).
El Secuestro: Un general buscado por crímenes de guerra, asistido por un grupo de soldados bien entrenados, ha secuestrado un avión de pasajeros con el fin de escapar del país a una nación que se le ofrecen amnistía contra su país natal. La lucha termina con él personalmente atacar mientras se prepara para despegar con un MGL Milkor utilizado como arma personal
digno de notar que el aparato secuestrado es un Boeing 757-200 con los colores de la aerolínea American Trans Air
en el año en que se lanzó el título el Boeing 757 estaba en producción. Años más tarde en el 2004 su producción cesó debido a la competencia del Airbus A-321 y sus pocas ventas se fabricaron 1050 aparatos.
En el juego aparece el aparato equipado con los motores Pratt & Whitney PW 2040, el Boeing 757 llevaba dos tipos de motores según el cliente elegido el Rolls Royce RB 211 y el Pratt & Whitney PW 2040. Para poder crear la fase Konami tuvo que pedir permiso al aeropuerto y a la aerolínea propietaria del avión para poder hacer las fotos para crear los escenarios de la tercera fase 
Los Traficantes de Drogas: Un grupo de traficantes de drogas fueron capturados en un montaje en los muelles, luchando a través de los distribuidores cercanos no solo el carguero. La lucha extiende al yate de lujo Heather II y luego en el muelle del almacén. Preparación para reducir sus pérdidas, algunos delincuentes escaparon a la carretera como un helicóptero armado con un Cañón Automático atacado. En la versión de Nintendo, esto fue cambiado de Traficantes de Drogas a Traficantes de Armas.
Sabotaje en la Planta Química: Los cabecillas de la nueva ola de crímenes, como último recurso, han decidido amenazar con destruir una cercana fábrica de productos químicos que, de ser saboteado, podría dar lugar a derramar una dosis letal de sustancias químicas en el suministro de agua de Chicago, en peligro millones de vidas . Aparte de pistoleros profesionales, que fueron ayudados por remotas rovers de ataque de control. El cabecilla fue derrotado cuando atacó en el helicóptero AH-64 Apache.
El juego también incluye un nivel de Práctica de Blanco, que cuenta con blancos de tiro que se hacen más y más rápido a medida que el jugador progresa.
Digno de notar que en la saga Parodius de Konami en la versión de la Snes y la versión de la Playstation, una de sus fases es una parodia del juego concretamente la sexta , donde en la misma se ve uno de los niveles del juego y el sonido que se escucha procede del mismo Lethal Enforces la música se titula Desperate to Survive sacada del tercer nivel el secuestro

## Diferencias entre versiones

### Arcade
En la versión de arcade, los enemigos aunque suelen ser siempre los mismos, y la misma cantidad, salen en distinto orden, algo que no pasa en las demás versiones. Además, si el jugador mata a varios enemigos seguidos usando un arma, que no sea el revólver, aparecerán más enemigos y le darán menos tiempo al jugador para reaccionar. La versión japonesa le da a los criminales un insulto extra en que dicen "Die, Pig!" ("¡Muere, cerdo!") que se removió en las versiones americanas debido a que el insulto de llamar un policía cerdo es considerado un insulto severo hacia un oficial de policía. La animación para demostrar como recargar la pistola es diferente también (en vez de ilustrar una mujer recargando la pistola, la versión japonesa tiene una demostración con la pistola del juego).

### Super Nintendo
Debido a ciertas políticas de Nintendo, esta versión fue censurada. Cuando el jugador es herido, en lugar de presentarse un hoyo con sangre roja, aparece uno con sangre verde. Otro detalle característico de esta versión es que los enemigos no tienen una animación de muerte. También cuando se dispara a un inocente, en vez de un rotulo con sangre diciendo "Innocent Victim", aparece un rotulo color verde con letras blancas diciendo "CAUTION!" (inexplicablemente, el inocente disparado sigue vivo en vez de morir). En el caso de las escenas, Chinatown Assault está renombrado como Downtown Assault para prevenir discriminación contra los chinos, y Drug Dealer se renombra a The Gunrunner (El Transportador De Armas) debido a la censura antidroga.

### Sega Mega-CD
Esta versión presenta música de mejor calidad que en la versión de arcade (que fue compuesta por Tappy Iwase del grupo Konami Kukeiha Club). Además, posee un tempo mayor. A base del juego, el sistema de los inocentes es igual como la versión de Mega Drive en que si el jugador no alcanza la cuota de puntería (60% en la dificultad fácil y 80% en dificultad difícil) o el jugador mata a un civil inocente, el juego lo castiga con rehacer el nivel en que los errores se cometieron.

### PlayStation
Al igual que la versión de Mega-CD, presenta música de mejor calidad. Lo que hace la versión diferente de la versión de Mega-CD es que no adopta el sistema que castiga al jugador por pobre puntería tras disparar a un civil inocente.